# Greg Rogers
Gregory Rogers, detto Greg (Sydney, 14 agosto 1948), è un ex nuotatore australiano.
Specializzato nello stile libero, ha vinto la medaglia d'argento nella staffetta 4x200 m sl e di bronzo nella 4x100 m sl alle Olimpiadi di Città del Messico 1968.
È stato primatista mondiale della staffetta 4x200 m sl.

## Palmarès
- Olimpiadi
  - Città del Messico 1968: argento nella staffetta 4x200 m sl e bronzo nella 4x100 m sl.